# Итщитох
Итщитох (также Большой Болотный Сор) — пресноводное озеро в Нефтеюганском районе Ханты-Мансийского автономного округа — Югры России, в 4 км к северо-западу от посёлка Салыма, от которого отделено озером Сырковый Сор.
Располагается на высоте 49 м над уровнем моря, в междуречье Большого Салыма и Вандраса. Имеет округлую форму со слабо изрезанной береговой линией. Входит в группу Большесалымских озёр, являясь самым крупным из них. Площадь озера составляет 17,9 км². Размеры озера — 5,2 на 4,3 км. Длина береговой линии — 15,4 км. Объём воды — 37,2 млн м3. Мелководно, средняя глубина — 2,4 м, максимальная достигает 4,8 м. Берега торфяные, низменные, заболоченные, поросшие угнетённой сосной. Зарастаемость водоёма около 1 %. Питание преимущественно снеговое. На севере озеро имеет сток через реку Энеогыт в Большой Салым.
Прогнозные запасы (ресурсы) торфа оцениваются в 112 124 тонн.